# Černohorský perper
Černohorský perper (cyrilicí: Перпер) byla měna Černohorského Království, vydávaná za vlády Jeho Veličenstva krále Nikoly I. Jeden perper sestával ze 100 pare (cyrilicí: паре) a v rámci Latinské měnové unie byl stejný s francouzským frankem. Když se Černá Hora stala součástí Království Srbů, Chorvatů a Slovinců (později Jugoslávie), byl perper nahrazen dinárem. 
Na konci 20. století Vláda Republiky Černá Hora zvažovala opětovné navrácení perperu do kurzu, ovšem návrh byl změněn a chvíli se platilo markou, a později následoval přestup na euro. 

## Mince

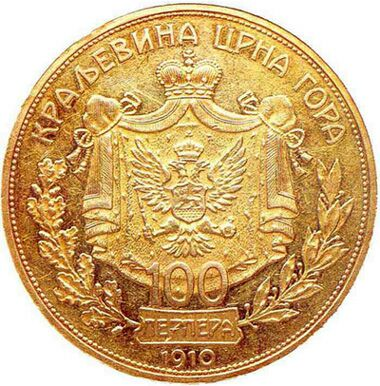
Zlatá mince 100 perperů, vydávána od vyhlášení království roku 1910

V roce 1906 byly vydány mince v hodnotách 1, 2, 10 a 20 pare. 1 a 2 pare byly z bronzu, 10 a 20 byly z niklu.

## Bankovky
Bankovky byly vydány v roce 1912 do státní pokladny v hodnotách 1, 2, 5, 10, 50 a 100 perpera. V roce 1914 vláda vydala tři nové série , v hodnotách 1, 2, 5, 10, 20, 50 a 100 perpera. Během rakouské okupace Rakousko-Uhersko sjednotilo perper s Rakouskouherskou korunou - 1 perper = 1 koruna.